# Песня-75
«Песня-75» — пятый советский телевизионный фестиваль эстрадной песни из серии «Песня года». Финальный концерт проводился в Останкино, записывался 22 декабря 1975 года, транслировался по телевидению 1 января 1976 года, повторялся 31 января. Заключительный концерт фестиваля транслировался по ЦТ в 21.30, потому что перед концертом впервые был показан двух-серийный фильм Ирония судьбы, или С лёгким паром (режиссёр Эльдар Рязанов), с этого года сменивший традиционный новогодний фильм Карнавальная ночь (1956, режиссёр Эльдар Рязанов).
Производство: Главная редакция музыкальных программ.
Продолжительность — 3 часа, количество песен — 27 (включая финальную).
Автор сценария: Майя Саймонова и Виктор Черкасов, режиссёр: Виктор Черкасов, оператор-постановщик: Валерий Костин, художник-постановщик: Игорь Макаров, редакторы: Жанна Гусева, Виктор Пасхалов.
Оркестр — эстрадно-симфонический оркестр Центрального телевидения и Всесоюзного радио, дирижёр народный артист РСФСР, лауреат премии Ленинского комсомола Юрий Силантьев.
Ведущие — Анна Шилова, Игорь Кириллов, с участием Валентины Леонтьевой, Юрия Ковеленова и Элеоноры Беляевой.
Жюри: телеведущие Элеонора Беляева, Валентина Леонтьева, композитор Кара Караев, дирижёр Юрий Силантьев, космонавты Виталий Севастьянов и Пётр Климук, актёр Евгений Матвеев, художественный руководитель Большого детского хора ЦТ и ВР Виктор Попов, герой труда и заместитель начальника метростроя Татьяна Федорова, художественный руководитель ансамбля песни и пляски МВО Сурен Баблоев и другие.
Гимны фестиваля — «Песня остается с человеком» (композитор Аркадий Островский, стихи Сергей Островой) и «Марш весёлых ребят» (из кинофильма «Весёлые ребята», музыка Исаака Дунаевского, слова Василия Лебедева-Кумача).
Исполнители песен-финалистов вышли на сцену под музыку: Песня о Советской Армии (Ансамбль песни и пляски МВО), марш «Морская гвардия» (Образцовый оркестр ВМФ), Взвейтесь кострами (Большой детский хор ЦТ и ВР).
Со вступительным словом выступил композитор Кара Караев. Во время концерта в зале присутствовал почётный гость фестиваля маршал СССР Иван Христофорович Баграмян.
В середине концерта проводился конкурс зрителей — участников фестиваля под названием «Песня о моем городе», были исполнены песни о городах (Геннадий Белов — «Голубые города», Алексей Покровский — «Вечерняя песня», Анатолий Мокренко — «Киевский вальс», Юрий Богатиков — «У чёрного моря» и «Севастопольский вальс», Виктор Вуячич — «Москва майская»).
В начале второго отделения прозвучала фантазия Евгения Рохлина на темы песен-лауреатов Песни-74 (Владислав Коннов — «Байкало-Амурская магистраль», Лев Лещенко — «Я Вас люблю, столица», Геннадий Белов — «Травы, травы», Юрий Богатиков — «Воспоминание о полковом оркестре»).
Также проводился песенный конкурсе, в котором прозвучали песни, исполненные зрителями: «Старый марш», «Увезу тебя я в Тундру», «Гляжу в озера синие», «Мой адрес — Советский Союз», «Песенка крокодила Гены», «Мужчины», «Песня остаётся с человеком».
Большой детский хор Центрального телевидения и Всесоюзного радио и дети чилийских патриотов спели песни: «Улыбка» (В. Шаинский, М. Пляцковский) (инципит "От улыбки станет всем светлей, «Улица мира» (А. Пахмутова, Н. Добронравов).
Избранные песни фестиваля «Песня- 75» были выпущены Discogs

## Фон
1975 год в СССР — специфичный конформистский период нездорового жизнерадостного оптимизма, относительно «героического прошлого» и грядущего «светлого будущего» для якобы «процветающего» СССР и всей коммунистической идеи, в которую в реальности давно народ не верил.
Фильм Ирония судьбы, показанный перед финалом «Песни-75», зафиксировал высший уровень индивидуализма за всё советское время, показывая разрушительную для советского строя общественную атомизацию, выраженную в экстерриториальности обитателей советской квартиры от государства.
В честь 30-летия Великой Победы в финал фестиваля «Песня −75» попало множество патетических песен. И только во втором отделении концерта режиссёры отошли от официоза. На Втором Пленуме правления Союза композиторов СССР (1975, Киев) многие композиторы и музыковеды высказались о необходимости «расширения географии» «Песни года», в результате чего в финальных концертах появились представители Армении, Грузии, Азербайджана, Казахстана, Узбекистана (Белорусская и Украинская ССР и ранее активно участвовали в фестивале).
При этом в 1975 году произошёл резкий рос интереса рок-аудитории СССР не только к разрешённым Битлз, но и к другим неиздаваемым в СССР британским группам Юрай Хип, Queen, Led Zeppelin, Pink Floyd. В каждом крупном городе через знакомых «выездных», порты и т. п. оперативно получали виниловые заграничные новинки, далее с них делали запись на магнитофон (3-5 рублей за перезапись альбома на плёнку заказчика). Совсем новая, «запаянная» пластинка, стоила около 50 рублей, «неновая» — около 30.
В СССР, после победы на болгарском песенном фестивале «Золотой Орфей» с песней Арлекино, взошла звезда солистки Москонцерта Аллы Пугачёвой. Но в финал Песни-75 всесоюзно-известный шлягер не был допущен. Пугачёва, со стороны стареющей номенклатуры, считалась «в целом спорной», с «некоторым налётом вульгарности», для народа же была суперзвездой.

## Хиты
- «Улыбка» («От улыбки станет всем светлей» из мультфильма Крошка Енот, Владимир Шаинский— Михаил Пляцковский)[10], не попала в финал Песни-74 в исполнении Клары Румяновой, но вышла в финал «Песня-75» в исполнении Большого детского хора ЦТ и ВР
- «Сладкая ягода» (из к/ф Любовь земная), актёр Евгений Матвеев (роль Захар Тарасович Дерюгина, председатель колхоза) сделал посвящение песне из этого фильма, прочитав два отрывка из стихов Риммы Козаковой
- Надежда (космонавт Пётр Климук и Виталий Севастьянов рассказали о звучавшей песне, когда они пролетали в космосе над Австралией. Песня была исполнена дважды и в дальнейшем стала огромным хитом[11][12])
- Смуглянка (написана в 1940 году, дважды исполнена в финале[3])
- День Победы (позывной дня 9 Мая[13][14])
- «Яблони в Цвету» (Евгений Мартынов—Илья Резник, исполнительница София Ротару)[12].

## Финалисты
В финальном концерте прозвучали следующие песни-лауреаты:
| №  | Название                                                              | Автор музыки         | Автор текста                         | Исполнитель | Примечание                                                                                                |
| -- | --------------------------------------------------------------------- | -------------------- | ------------------------------------ | --- | --- |
| 1  | Мир дому твоему                                                       | Оскар Фельцман       | Игорь Кохановский                    | Владислав Коннов (солист ансамбля «Советской песни»)                                                                      | х/р ансамбля ЦТ и ВР «Советская песня» Виктор Краснощеков, хормейстер Николай Венадиков (?) -             |
| 2  | Улыбка                                                                | Владимир Шаинский    | Михаил Пляцковский                   | Большой детский хор ЦТ и ВР, хормейстеры Татьяна Анофриева и Ирина Кулешова, солист Дима Голов и дети чилийских патриотов | |
| 3  | Улица мира                                                            | Александра Пахмутова | Николай Добронравов                  | Большой детский хор ЦТ и ВР п/у Виктора Попова и дети чилийских патриотов                                                 | |
| 4  | Малая земля                                                           | Александра Пахмутова | Николай Добронравов                  | Муслим Магомаев | |
| 5  | Судьба                                                                | Ян Френкель          | Эдуард Пузырев                       | Майя Кристалинская | |
| 6  | У деревни Крюково                                                     | Марк Фрадкин         | Сергей Островой                      | ВИА «Пламя» | |
| 7  | После салюта наступает тишина                                         | Евгений Глебов       | Пятрусь Макаль и Анатолий Вертинский | Виктор Вуячич | |
| 8  | Черноглазая казачка (1946)                                            | Матвей Блантер       | Илья Сельвинский                     | Тамара Синявская | |
| 9  | Песня об океане                                                       | Евгений Жарковский   | Роберт Рождественский                | Юрий Богатиков (нар.арт. Укр. ССР                                                                                         | в сопровождении образцового оркестра ВМФ х/р подполковник Левин Борис Елеазарович, дирижёр майор Алексеев |
| 10 | Барабан                                                               | Людмила Лядова       | Игорь Шаферан                        | Геннадий Пономарев (засл.арт. РСФСР)                                                                                      | в сопровождении ансамбля песни и пляски Ордена Ленина МВО х/р полк. Сурен Баблоев                         |
| 11 | Я жил в такие времена                                                 | Александр Билаш      | Николай Рыбалко                      | Анатолий Мокренко (сол.гос.акад.т-ра оперы и балета Укр. ССР, нар.арт. Укр. ССР)                                          | |
| 12 | Сияет лампочка шахтера                                                | Никита Богословский  | Михаил Матусовский                   | Юрий Богатиков | в сопровождении ансамбля ЦТ и ВР «Советская песня»                                                        |
| 13 | Московская серенада (из к/ф «Три дня в Москве»                        | Эдуард Колмановский  | Леонид Дербенёв и Игорь Шаферан      | Мики Евремович (Югославия)                                                                                                | |
| 14 | Лебединая верность                                                    | Евгений Мартынов     | Андрей Дементьев                     | София Ротару (засл.арт. Укр. ССР) и ВИА «Червона рута», х/р Анатолий Евдокименко                                          | |
| 15 | Любимые женщины                                                       | Серафим Туликов      | Михаил Пляцковский                   | Лев Лещенко | |
| 16 | Осенние мечты                                                         | Энмарк Салихов       | Онегин Гаджикасимов                  | Шарипова, Рано (солистка радио и ТВ Узб. ССР) -                                                                           | |
| 19 | Добрый вечер, девчоночка                                              | Игорь Лученок        | слова народные                       | ВИА «Песняры», х/р Владимир Мулявин (засл.арт. Белор. ССР)                                                                | |
| 20 | Сладка ягода (из к/ф «Любовь земная»)                                 | Евгений Птичкин      | Роберт Рождественский                | Ольга Воронец (засл.арт. РСФСР) -                                                                                         | |
| 21 | Надежда                                                               | Александра Пахмутова | Николай Добронравов)                 | Муслим Магомаев | |
| 22 | Яблони в цвету                                                        | Евгений Мартынов     | Илья Резник                          | София Ротару и ВИА «Червона рута», х/р Анатолий Евдокименко                                                               | |
| 23 | Вся жизнь впереди                                                     | Алексей Экимян       | Роберт Рождественский                | ВИА «Пламя» | |
| 24 | Твои следы                                                            | Арно Бабаджанян      | Евгений Евтушенко                    | Муслим Магомаев | |
| 25 | Смуглянка                                                             | Анатолий Новиков     | Яков Шведов                          | София Ротару и Мики Ефремович и ансамбль песни и пляски Ордена Ленина МВО х/р полк. Сурен Баблоев                         | |
| 26 | Бери шинель — пошли домой (фрагмент «Голубого огонька» ко Дню Победы) | Валентин Левашов     | Булат Окуджава                       | Алексей Покровский (артист МХАТа)                                                                                         | |
| 27 | День победы                                                           | Давид Тухманов       | Владимир Харитонов                   | Лев Лещенко и ансамбль песни и пляски Ордена Ленина МВО х/р полк. Сурен Баблоев                                           | |
| 28 | День победы                                                           | Давид Тухманов       | Владимир Харитонов                   | Лев Лещенко и ансамбль песни и пляски Ордена Ленина МВО х/р полк. Сурен Баблоев                                           | |
| 29 | И вновь продолжается бой                                              | Александра Пахмутова | Николай Добронравов                  | Лев Лещенко и ансамбль «Советская песня» и Большой детский хор ЦТ и ВР п/у Виктора Попова                                 | |

## Не попали на финальный концерт
На финальный концерт «Песни-75» не попали такие хиты, как:
- Как молоды мы были (исполнитель Александр Градский)[12]
- Арлекино[12][14], На Тихорецкую состав отправится[14] (исполнительница Алла Пугачева )
- «Воскресенье» (исполнитель ВИА «Поющие гитары»)[12]
- Анна Герман — «А он мне нравится»[14]
- Кто виноват? (исполнитель рок-группа Воскресение)